# Callopistria dascia
Callopistria dascia là một loài bướm đêm trong họ Noctuidae.